# Pisogne
Pisogne (Pizògne in dialetto camuno) è un comune italiano di 7 876 abitanti dell'Alto Sebino e della Bassa Valle Camonica, che sorge sulla sponda nord-orientale del lago d'Iseo, in provincia di Brescia, Lombardia.

## Geografia fisica

### Territorio

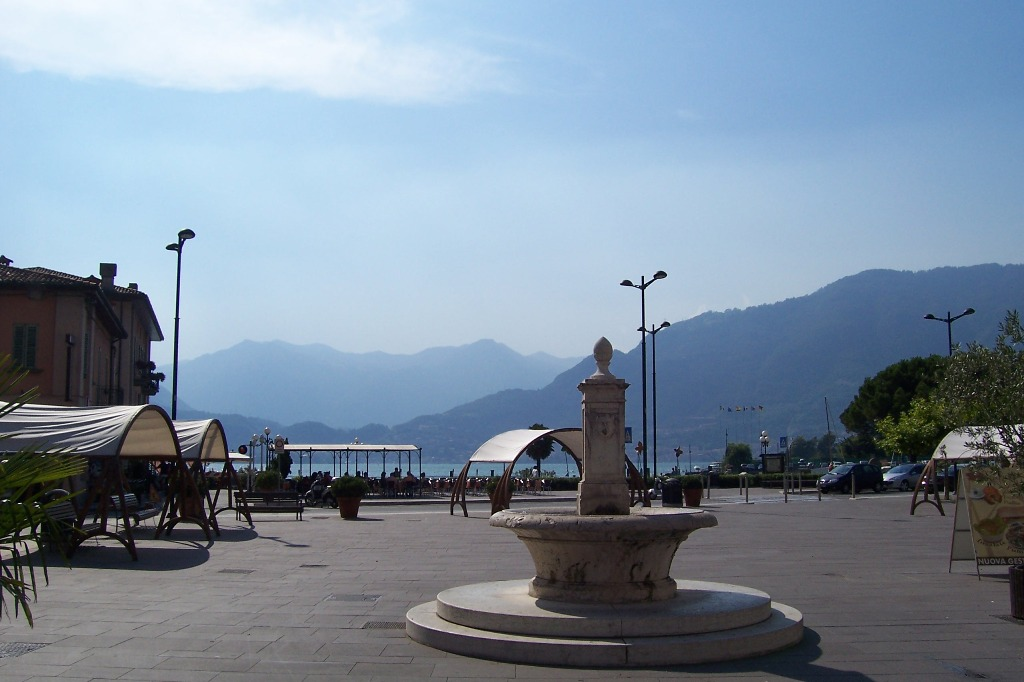
Piazza Umberto I

L'abitato si sviluppa nella zona nord est del Lago d'Iseo tra la foce del Fiume Oglio e la valle del Trobiolo. È possibile apprezzare la parete Nord del Monte Guglielmo (Dosso Pedalta) che sovrasta l'alto Sebino, degne di nota sono anche la Corna Trentapassi che si erge a naturale porta della Vallecamonica dividendo quest'ultima dal resto del lago e il monte Aguina (Guina) dove è presente una malga usata l'estate come alpeggio e per la produzione casearia.
Fa parte del territorio pisognese la Val Palot una vallata alpina, dove dominano i boschi di conifere, che si sviluppa sui 1100m s.l.m, è un luogo di villeggiatura ed è presente la stazione sciistica più piccola d'Italia molto apprezzata dalle squadre agonistiche nazionali ed europee per gli allenamenti.
Il paese è attraversato dal torrente Trobiolo e dal torrente Tufere (Toera in dialetto camuno) di cui è possibile apprezzarne la cascata che scende a picco sopra il piccolo centro di Govine.
Presso la frazione di Pontasio vi sono ricchi filoni di ferro, dimostrato dalle numerosissime miniere, la più suggestiva è la miniera Quattro Ossi già attiva ai tempi dei romani; in Val Palot era attiva una miniera d'oro.

## Origini del nome
Secondo l'Olivieri e lo Gnaga il nome risale al nome della gens romana dei Pisonius. Secondo l'Ertani deriverebbe dal gallico Bo (baita) e duno (recinto rurale).

## Storia
Già abitato in epoca preistorica, nel Medioevo fu un importante centro commerciale fra la Val Camonica ed il Sebino. Pisogne, in epoca romana, era attraversato da un'importante strada romana consolare che metteva in comunicazione Brescia (lat. Brixia) con la Val Camonica (lat. Vallis Camunnorum) costeggiando il lago d'Iseo (lat. Sebinus lacus: da cui il nome della strada) e terminando a Rognum (Rogno). Nell'813 il Vescovo di Verona Rataldo possedeva proprietà in Valcamonica, tra cui Pisogne. Il 10 agosto 1132 Pisogne, tramite una bolla di papa Innocenzo II, viene donata al monastero di San Faustino e Giovita di Brescia.
Trovandosi nel mezzo della guerra tra Bresciani e Bergamaschi per la conquista dei castelli di Volpino, nel 1199 verrà incendiata e distrutta dai Bergamaschi. Il 6 marzo 1206 la famiglia Avogadro riceve dal vescovo di Brescia Giovanni da Palazzo l'investituta della corte di Cemmo, Mù, Pisogne e Gratacasolo.
Nel 1229 è per la prima volta citato il mercato di Pisogne. Nel 1287 la grande ribellione camuna guidata dai Federici e dei Celeri contro Brescia porta alla devastazione di Pisogne e all'uccisione di parecchi guelfi ivi residenti. A seguito di questo fatto la cittadina venne fortificata tra il XII ed il XIII secolo e concessa alla nobile famiglia Brusati.
Nel 1291 Tebaldo Brusati è proclamato signore della città. Giovedì 19 giugno 1299 Cazoino da Capriolo, camerario del vescovo di Brescia Berardo Maggi, dopo aver visitato le pievi di Edolo, Cemmo, Cividate ed esser tornato a Brescia, giunge a Pisogne per continuare la stesura dei beni vescovili in Val Camonica. Qui il console della vicinia di Pisogne, di Pontasio, Grignaghe, Fraine e Toline giurano secondo la formula consueta fedeltà al vescovo, e pagano la decima dovuta.
Confermano al vescovo di Brescia notevoli privilegi: che gli oneri della difesa del borgo siano a spese dei pisognesi, che non venisse costruita nella cinta muraria tutim vel domum de batallia seu fortezam, e la concessione dell'esercizio della giustizia civile e criminale. Questa comportaba facoltà di infliggere qualsiasi pena agli abitanti di Pisogne:
(Federico Odorici, Storia Bresciane, pg 263)
 Era inoltre proibito costruire nelle vicinanze qualsiasi tipo di fortificazione senza il consenso del vescovo. A questi patti il 21 giugno 147 Vicini giurano fedeltà.
Nel 1305 gli Oldofredi sostituiscono i Brusati nell'esazione delle decime. Nel 1413 Carmagnola occupa Pisogne. Nello stesso anno si risolve la lite tra Pisogne e Pian Camuno per il possesso del Monte Campione. Il 4 dicembre 1462 il comune acquistò dal Vescovo di Brescia Bartolomeo Malipiero tutti i suoi stabilimenti e diritti, eccetto la Torre. Nel 1518 sono condannate al rogo otto streghe. Nel 1665 i forestieri residenti nella Vicinia di Pisogne chiedono gli stessi diritti degli Antichi Originari, ed il Governo Veneto glieli concede.
Il 14 novembre 1727 il notissimo bandito Giorgio Vicario, uno dei più temuti buli della Valle Camonica, nato a Pisogne nel 1695, viene orrendamente assassinato. Nel 1817 viene riempita, con ingente spesa, la palude a nord del paese. Nel 1850 si abbatte sul paese la terribile alluvione del torrente Trobiolo. Nel 1907 Pisogne venne raggiunto dalla linea ferroviaria, ancora oggi funzionante. Nel XIX secolo e nel 1952 vennero scoperte antiche piroghe carbonizzate. Oggi non ne rimane traccia in quanto disperse.

### Feudatari locali
Famiglie che hanno ottenuto l'infeudazione vescovile dell'abitato:
| Famiglia  | Stemma            | Periodo     |
| Avogadro  | Blasone Avogadro  | 1206 - 1291 |
| Brusati   |                   | 1291 - 1305 |
| Oldofredi | Blasone Oldofredi | 1305 - 1475 |

### Simboli
Lo stemma di Pisogne si compone dei colori argento, azzurro, nero e di un simbolo, la torre. Quest'ultima si riferisce alla "torre del Vescovo" nel centro storico dell'abitato. L'emblema è stato riconosciuto con decreto del Capo del governo del 13 novembre 1930:
Con regio decreto del 18 luglio 1930 fu concesso un gonfalone consistente in un drappo di azzurro.

### Ricorrenze
Dall'agosto 2007 si tiene annualmente un concorso di liuteria al termine del quale tutti gli strumenti in gara vengono esposti per una settimana nella Chiesa di Santa Maria della Neve. Ogni anno, nella settimana di ferragosto si tiene la tradizionale "Mostra Mercato" per il centro del paese. L'ultimo week end di settembre è inoltre organizzata la tipica "Festa del Fungo e della Castagna" con un grande mercato dei sapori tipici, caldarroste e spettacoli per tutti i gusti. È organizzata dalla Pro Loco pisognese. Il 12 maggio si celebra la festa patronale di San Costanzo martire. Ogni due anni si tiene il Palio delle Contrade, gara in cui si sfidano le diverse zone del paese in discipline sportive e non, giunto quest'anno alla 9ª edizione.
Tra giugno e luglio a cadenza annuale, organizzata dalla Banda musicale cittadina di Pisogne, si svolge la "Settimana della musica" (giunta alla 12ª edizione), una serie di eventi musicali legati alle formazioni bandistiche e a gruppi di strumentisti provenienti dalle realtà musicali del bresciano e della bergamasca.

## Monumenti e luoghi d'interesse

### Architetture religiose

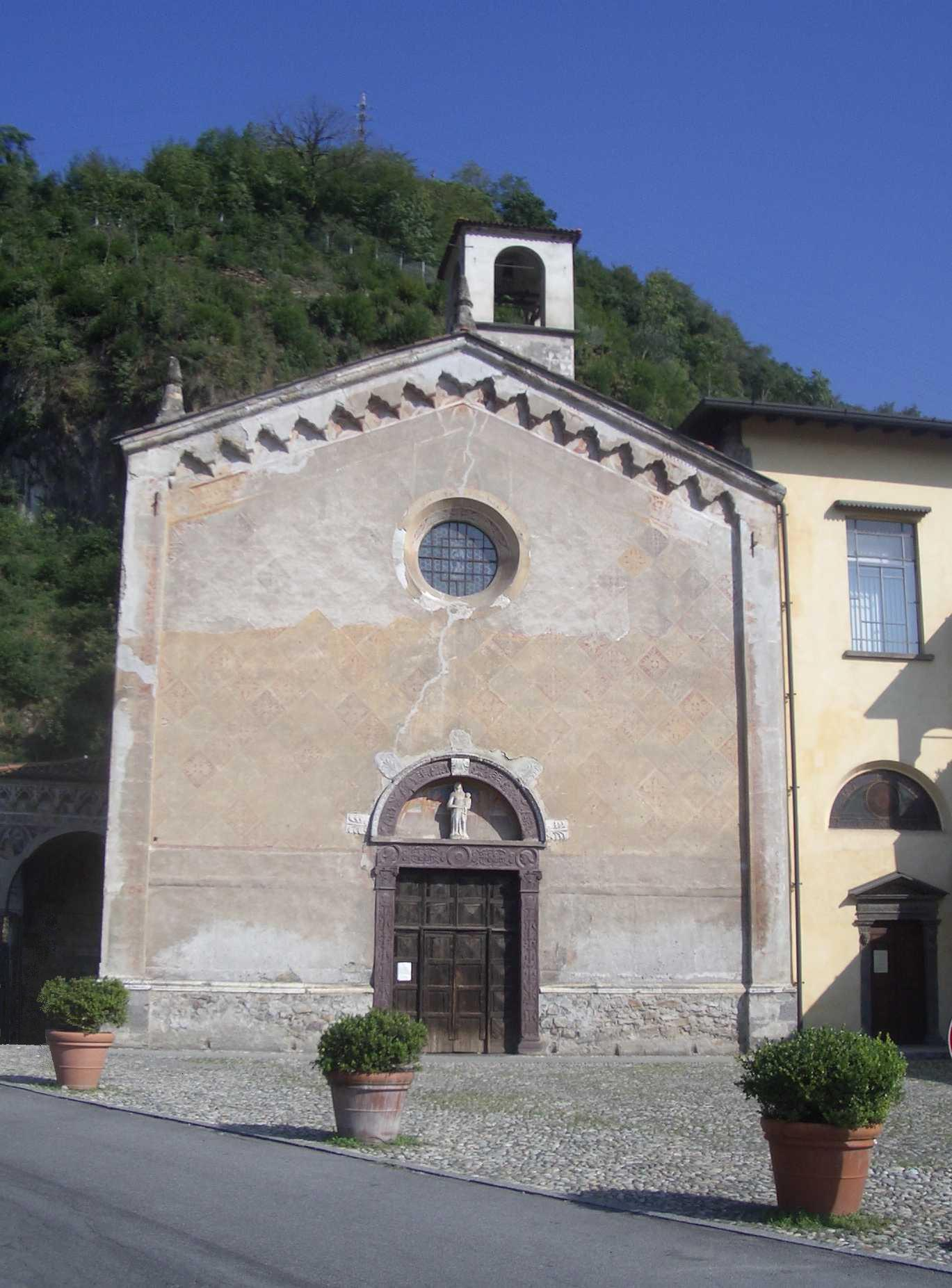
Chiesa di Santa Maria della Neve

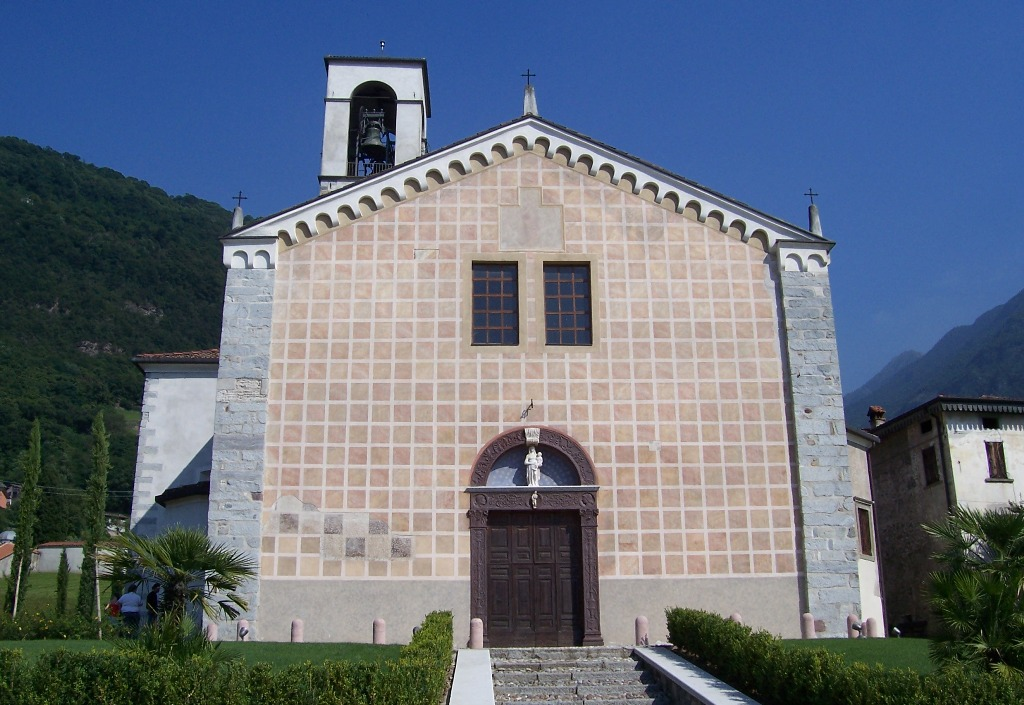
Chiesa di Santa Maria in Silvis

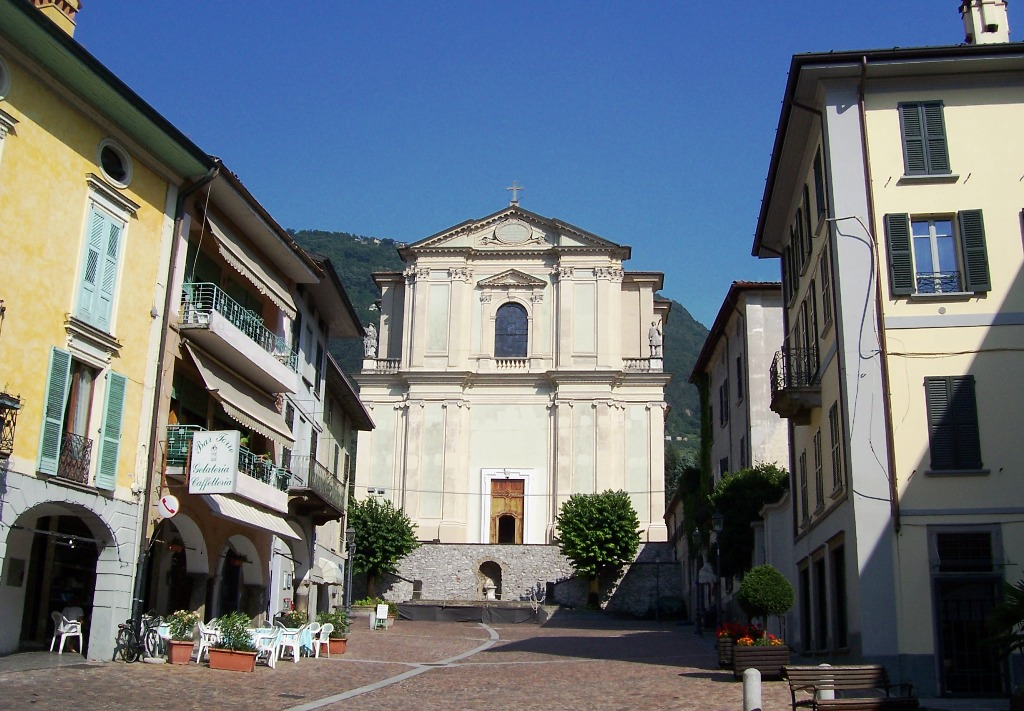
Parrocchiale di Santa Maria Assunta

- La chiesa di Santa Maria della Neve, contiene affreschi del Romanino;
- L'antica pieve di Santa Maria in Silvis edificata intorno al IX secolo su antiche vestigia romane, ancor oggi in parte visibili, e contenente affreschi attribuiti a Giovanni Pietro da Cemmo.
- La chiesa parrocchiale dedicata a Santa Maria Assunta, XVIII secolo.

### Architetture militari

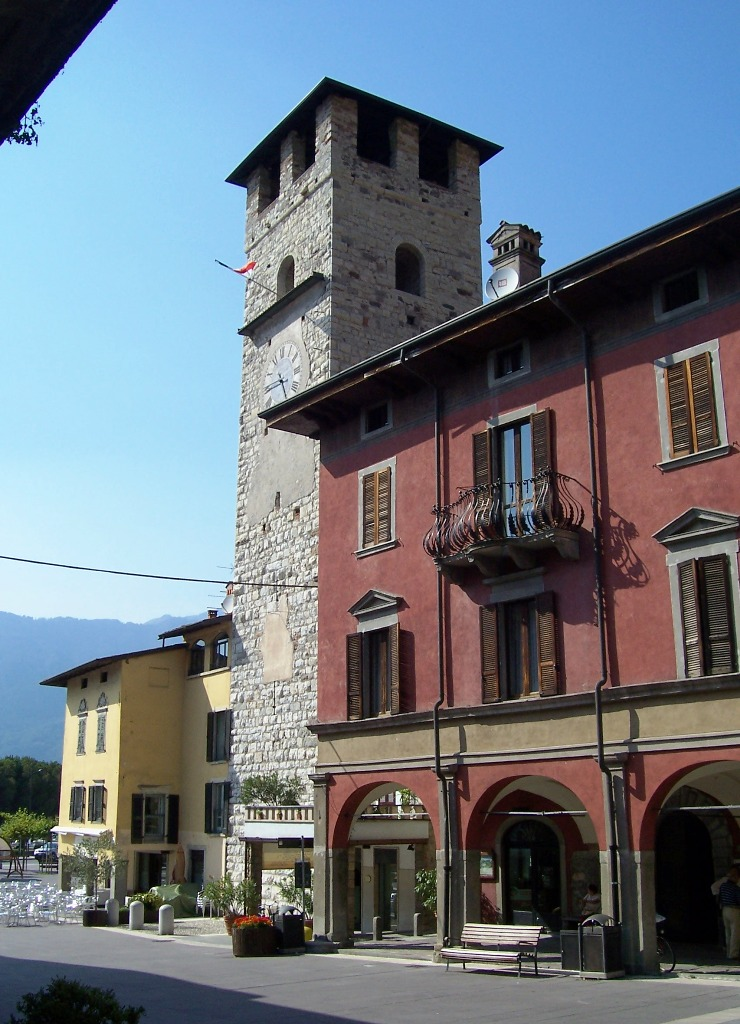
Torre del Vescovo

- La Torre del Vescovo che è situata nella piazza principale, del XII secolo.
- Il Torrazzo situato all'inizio dell'omonima via cittadina antica sede del Gastaldo del vescovo.

### Sculture
Sul lungolago vi è una scultura a forma semicircolare, composta da 10 pilastri sui quali è riportata una frase di Renato Guttuso, dedicata all'artista Romanino
(Renato Guttuso, L'arte del Romanino e il nostro tempo: dibattito tenuto a Brescia il 7 settembre 1965 in occasione della mostra di Gerolamo Romanino con interventi di Ernesto Balducci, Gian Alberto Dell'Acqua, Renato Guttuso, Pier Paolo Pasolini, Guido Piovene, Brescia 1976)

## Società

### Evoluzione demografica
Abitanti censiti

### Tradizioni e folclore
Gli scotöm sono nei dialetti camuni dei soprannomi o nomiglioli, a volte personali, altre indicanti tratti caratteristici di una comunità. Quello che contraddistingue gli abitanti di Pisogne è Sbògia Butíghe (rompi botteghe) oppure Maia óe (mangia aole), Durmintìne.

## Geografia antropica

### Frazioni
- Fraine
- Gratacasolo
- Grignaghe
- Pontasio
- Sonvico
- Toline
- Siniga

### Località
- Govine
- Boschetta
- Rovina
- Pitinghello
- Pieve
- Renzò
- Pressò
- Terzana
- Passabocche
- Palot
- San Girolamo
- Fraine
- Grignaghe

## Cultura

### Sport
Pisogne vanta una squadra di basket la New Basket Pisogne, che milita in Serie C

## Infrastrutture e trasporti

### Strade
Il territorio comunale è aggirato dalla Strada statale 510 Sebina Orientale grazie ad una galleria, a oriente dell'abitato.

### Ferrovie
La stazione di Pisogne è una delle principali della Val Camonica si trova nella parte centrale dell'abitato.
È una fermata della linea Brescia-Iseo-Edolo

## Amministrazione

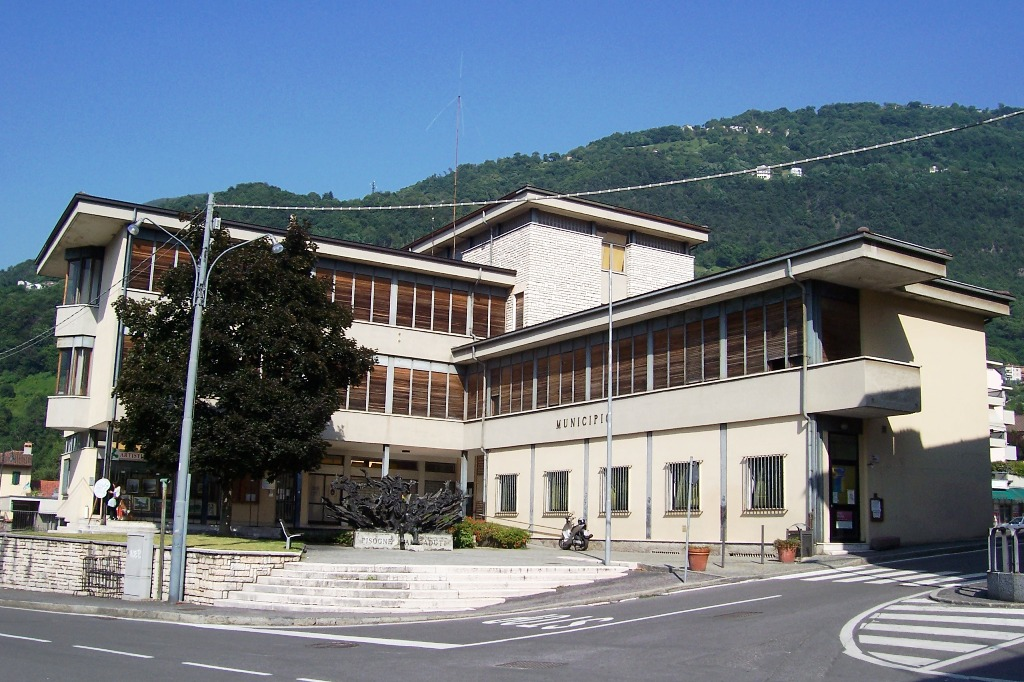
Il municipio

| Sindaco                     | Sindaco        | Sindaco         | Mandato        | Mandato        | Partito      | Coalizione | Coalizione      | Elezione |
| Sindaco                     | Sindaco        | Sindaco         | Inizio         | Fine           | Partito      | Coalizione | Coalizione      | Elezione |
| --------------------------- | -------------- | --------------- | -------------- | -------------- | ------------ | ---------- | --------------- | -------- |
| 1                           |                | Giacomo Lanzini | 1º agosto 1985 | 15 giugno 1990 | DC           |            | DC-PCI-PSDI     | 1985     |
| 2                           |                | Enrico Serioli  | 15 giugno 1990 | 24 aprile 1995 | DC           |            | DC-PSI-PLI      | 1990     |
| Elezione diretta (dal 1995) |                |                 |                |                |              |            |                 |          |
| 3                           |                | Giacomo Lanzini | 24 aprile 1995 | 14 giugno 1999 | lista civica |            | centro-sinistra | 1995     |
| 3                           | 14 giugno 1999 | Giacomo Lanzini | 14 giugno 2004 | 1999           | lista civica |            | centro-sinistra |          |
| 4                           |                | Oscar Panigada  | 14 giugno 2004 | 8 giugno 2009  | lista civica |            | centro-sinistra | 2004     |
| 4                           | 8 giugno 2009  | Oscar Panigada  | 26 maggio 2014 | 2009           | lista civica |            | centro-sinistra |          |
| 5                           |                | Diego Invernici | 26 maggio 2014 | 27 maggio 2019 | FdI          |            | destra          | 2014     |
| 6                           |                | Federico Laini  | 27 maggio 2019 | 10 giugno 2024 | lista civica |            | centro-sinistra | 2019     |
| 6                           | 10 giugno 2024 | Federico Laini  | in carica      | 2024           | lista civica |            | centro-sinistra |          |